# Haselau (Adelsgeschlecht)
Haselau (auch: Haselow) war der Name eines alten holsteinischen Adelsgeschlechts. Das Wappen ist nicht bekannt.

## Geschichte
Die Haselau waren ein holsteinisches ritterliches Adelsgeschlecht und traten mehrfach in Urkunden der Schauenburgischen Landesherren auf. Die erste urkundliche Erwähnung war 1224 in einem Kaufvertrag.  Sie stammten von den „von Aspern“ ab, die jedoch nicht ein besonderes Geschlecht waren, sondern als Dienstmänner im Dienst der Ritter von Haseldorf standen. Die Ritter Haselau besaßen in Haselau eine Burg, die von einem großen Burggraben umgeben war. Später befand sie sich im Besitz der Ritter von Haseldorf und der Ritter von Barmstede und war im 14. Jahrhundert im Besitz verschiedener Adeliger aus der Familie Bredenfleth. Die Burg wurde zum Beginn des 15. Jahrhunderts aufgegeben, heute erinnern nur noch Überreste der Burg und der Burggraben an das Adelsgeschlecht.    
Sie waren eng verwandt mit der Familie von Barmstede. Die letzte Erwähnung war 1276 mit Heinrich von Haselau, die Familie ist im 13. Jahrhundert ausgestorben.

## Namensträger
- Arnold von Haselau
- Bertold von Haselau
- Heinrich von Haselau, Domherr von Ratzeburg